# Spectrograaf

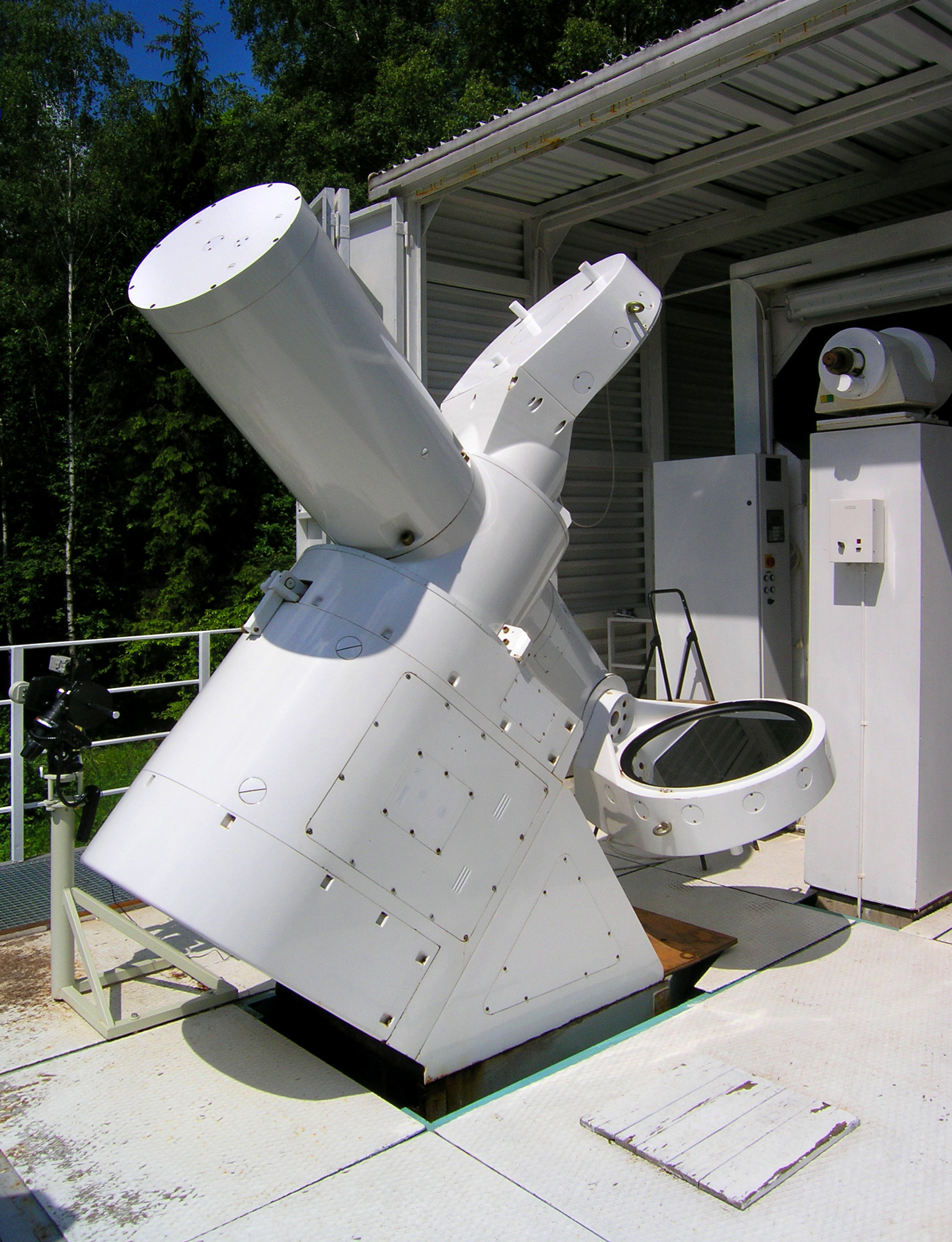
Een spectrograaf.

In de optica is een spectrograaf, spectrometer of spectrofotometer een instrument dat licht in de verschillende kleuren opsplitst, net zoals Newton deed met zijn prisma. De resulterende meting van de verdeling van licht over de verschillende golflengtes wordt een spectrum genoemd.
Het principe waarmee de spectrograaf werkt berust op het kleurscheidend vermogen van bijvoorbeeld een prisma of een tralie. Een kwaliteitsmaat voor een spectrograaf is het kleurscheidend vermogen R = λ/Δλ, waarbij Δλ het kleinst mogelijke golflengteverschil waarbij nog gescheiden spectraallijnen kunnen worden waargenomen. Waardes van 100.000 of meer zijn haalbaar.
Toepassingen van een spectrograaf liggen bijvoorbeeld in het onderzoek naar spectraallijnen van chemische stoffen en in de sterrenkunde, waar het optische spectrum veel informatie geeft over onder meer het type, snelheid en samenstelling van de ster (astronomische spectroscopie). 
Wordt het resulterende spectrum geregistreerd, dan spreekt men gewoonlijk van een spectrograaf, en anders van een spectroscoop of spectrometer. Deze twee termen worden overigens vaak door elkaar gebruikt.
De term spectrum komt van het Latijnse woord spectare, dat beschouwen, aanschouwen, e.d. betekent. Het ligt dus voor de hand dat de term spectrum allereerst voor licht werd gebruikt. Later werd dit begrip uitgebreid naar allerlei andere trillingsverschijnselen (elektrisch, akoestisch, mechanisch, etc.). Instrumenten die op dergelijke gebieden frequentieanalyses doen, worden soms ook spectrometer genoemd.
Verder wordt het begrip spectrometer in algemene zin gebruikt voor sommige instrumenten die een grootheid meten als functie van een andere grootheid. Een van de bekendste voorbeelden is de massaspectrograaf.